# Sarcococca saligna
Sarcococca saligna är en buxbomsväxtart som först beskrevs av David Don, och fick sitt nu gällande namn av Müll. Arg. Sarcococca saligna ingår i släktet Sarcococca och familjen buxbomsväxter. Inga underarter finns listade i Catalogue of Life.